# Synnada

Synnada ou Sinada ou Synada est une ville antique de Phrygie. Elle s'appelle actuellement Şuhut, en Turquie.

## Histoire
Synnada aurait été fondée par Acamas. Acamas, fils de Thésée, passait pour avoir bâti en Phrygie, au retour du siège de Troie, une ville d'Acamantion qui parait être identique à Synnada. 
La première mention historique de Synnada est le passage du consul Cnaeus Manlius Vulso en 189 av. J.-C., lors de sa campagne contre les Galates. Annexée par les Romains avec le royaume de Pergame, elle fut le siège d'un conventus juridici, subdivision administrative et judiciaire de la province d'Asie, puis elle devint la capitale de la Phrygie sous Constantin. Elle était célèbre pour ses carrières de marbre, qui exportaient jusqu'à Rome.

## Histoire religieuse
Synnada est aussi un ancien évêché, maintenant siège titulaire de Synnada in Phrygia pour un évêque catholique chargé d'une autre mission que la conduite d'un diocèse contemporain. Ce siège est actuellement vacant, et selon Michel Le Quien a eu entre autres évêques :
- Procope d'Antioche, qui assista au Concile de Nicée (321)[3];
- Au IVe siècle, Theodose[4] et Agapet[5]
- Marinianus (448-51)[6], appelé aussi Marinien de Synnade. Il assista en 449 au Deuxième concile d'Éphèse, au cours duquel il condamna Ibas d'Édesse.
- Théogène (536)
- Sévère (553)[7]
- Pausicacus (Pausicaque ou Pausicace), né à Synnada, mort en 606. Médecin de formation (Il aurait guéri l'empereur Maurice[8] qui par gratitude accorda par Chrysobulle une rente annuelle à la ville de Synnada [9]), il fut d'abord moine[10] puis consacré par Cyriaque de Constantinople, vénéré par l'Église Grecque le 13 mai[11].
- Cosmas, 680
- Jean de Synades, vers 727[12]
- Michel de Synades, mort en 826.
- Pierre, sous Photios Ier de Constantinople.
- Jean, sous Photios.
- Pantaleon, en 911, sous l'Empereur Léon VI le Sage[13].
- Léon de Synades, sous l'Empereur Basile II[14], né vers 937[15], et dont on possède plusieurs lettres écrites entre 995 et 1003.
- Nicétas en 1082
- Georgios, vers 1450.

Plus tard:
- Marcel Lefebvre en 1962.

Elle a eu comme martyrs:
- Au IIe siècle, Démocrite de Synnade, Second et Denis[16].
- Au IIIe siècle, Saint-Trophime et Saint-Dorymedon[17].

## Autres personnalités
- Constantin le Juif (vers 850 - après 886), moine chrétien byzantin et évangélisateur reconnu comme un saint dans l'Église orthodoxe, est né à Synnada.